# Dordżdzowdyn Ganbat
Dordżdzowdyn Ganbat (mong. Доржзовдын Ганбат, ur. 15 sierpnia 1950) – mongolski zapaśnik walczący w stylu wolnym. Olimpijczyk z Monachium 1972, gdzie odpadł w eliminacjach w wadze muszej (52 kg). Czwarty na mistrzostwach świata w 1971, 1974 i  1979. Brązowy medalista igrzysk azjatyckich w 1978. Czwarty w Pucharze Świata w 1975 roku.
- Turniej w Monachium 1972

W pierwszej walce wygrał z Kubańczykiem Miguelem Alonso, a następne walki przegrał, kolejno z Bułgarem Baju Baewem i zawodnikiem radzieckim Arsenem Ałachwerdijewem.